# Richard (Saskatchewan)
Richard es un pueblo canadiense situado en la provincia de Saskatchewan.

## Superficie
Richard tiene una superficie de 0,72 km².

## Demografía
En 2021, tenía 25 habitantes, una densidad poblacional de 34,9 hab./km², y 10 viviendas.